# 東倉郡
東倉郡（トンチャンぐん）は、朝鮮民主主義人民共和国平安北道の郡。

## 地理
平安北道東部の山岳地帯に位置し、慈江道に接する。

### 隣接行政区
- 北 － 碧潼郡、雩時郡（慈江道）
- 東 － 松源郡（慈江道）、雲山郡
- 南 － 泰川郡
- 西 － 大館郡、昌城郡

## 行政区域
1邑・1労働者区・16里を管轄する。
| - 東倉邑（トンチャンウプ） - 大楡労働者区（テユロドンジャグ） - 高直里（コジンニ） - 九龍里（クリョンニ） - 大洞里（テドンニ） - 頭龍里（トゥリョンニ） - 龍頭里（リョンドゥリ） - 栗谷里（リュルコンニ） - 梨川里（リチョンニ） | - 鳳龍里（ポンニョンニ） - 城坪里（ソンピョンニ） - 新安里（シナンニ） - 倉巌里（チャンアムニ） - 青龍里（チョンニョンニ） - 鶴峯里（ハクポンニ） - 鶴松里（ハクソンニ） - 和豊里（ファプンニ） - 会上里（フェサンニ） |

## 歴史
東倉郡は、北朝鮮の建国後、行政区画再編によって新設された郡である。
1952年12月、従来の昌城郡南東部に位置した東倉面、大倉面、青山面の一部が分割され、東倉郡が新設された（1邑29里）。

### 年表
この節の出典
- 1952年12月 - 郡面里統廃合により、平安北道昌城郡東倉面・大倉面・青山面および新倉面の一部地域をもって、東倉郡を設置。東倉郡に以下の邑・里が成立。(1邑18里)
  - 東倉邑・新安里・和豊里・小楡里・梨川里・頭龍里・大洞里・倉巌里・鶴城里・鳳龍里・九龍里・高直里・鶴松里・龍頭里・陽地里・龍田里・鶴峯里・栗谷里・青龍里
- 1953年 (1邑18里)
  - 東倉邑が大楡里に降格。
  - 小楡里が東倉邑に昇格。
  - 和豊里の一部が昌城郡鉛豊里・檜徳里に分割編入。
- 1953年末 - 大楡里が大楡労働者区に昇格。(1邑1労働者区17里)
- 1954年 - 碧潼郡会上里を編入。(1邑1労働者区18里)
- 1958年6月 - 陽地里・龍田里が泰川郡に編入。(1邑1労働者区16里)
- 1991年 - 鶴城里が城坪里に改称。(1邑1労働者区16里)

## 経済
大楡洞鉱山は、1896年にフランス人によって採掘がはじめられた鉱山で、現在は金・銀などを産出する。現在の郡の中心（東倉邑）がある小楡里は、大楡労働者区に隣接する。